# Флаг Абхазии
В течение разных исторических периодов административными образованиями в Абхазии использовалось несколько разных флагов. Современная Абхазия является предметом территориального спора между Грузией, частью территории которой международно признаётся Абхазия, и самопровозглашённой Республикой Абхазией, независимость которой признана несколькими государствами ООН. Абхазская Автономная Республика в составе Грузии не имеет собственного флага, флаг Республики Абхазия представляет собой полотнище с четырьмя зелёными и тремя белыми полосами, а также красным прямоугольником в левом верхнем углу.

## История

Флаг Абхазского царства в 786—1004 гг.
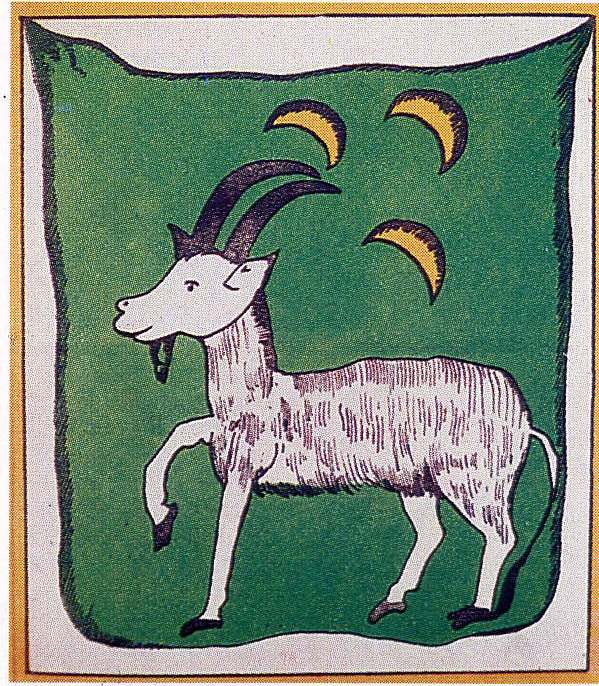
Флаг Абхазского княжества в 1462—1864 гг.
Флаг Лыхненского восстания

### Советский период

Флаг ССР Абхазии образца 1921 года.

В 1925 году была принята первая конституция Социалистической Советской Республики Абхазии. Там было приведено описание флага республики:
…Статья 102.

Флаг ССР Абхазии образца 1925 года.

Государственный флаг Социалистической Советской Республики Абхазии состоит из красного или алого полотнища с изображением в его верхнем углу у древка золотых серпа и молота и над ними красной пятиконечной звезды, обрамлённой золотой каймой, под которой внизу четыре буквы «ССРА». Отношение ширины к длине 1:2.

Следующая версия Конституции республики была принята в 1927. В ней говорилось, что Абхазия входит в состав Грузии согласно «особому договору». Флаг республики не изменился. Слово «автономная» появилось в названии республики только в 1931 году.
7 января 1935 года VII Всеабхазский съезд Советов принял новый Основной Закон Автономной Социалистической Советской Республики Абхазии. Описание флага выглядело так:

…Статья 84.
Государственный флаг Автономной Социалистической Советской Республики Абхазии состоит из красного или алого полотнища с изображением в его верхнем углу у древка золотых серпа и молота и над ними красной пятиконечной звезды, обрамленной золотой каймой, под которой внизу надпись: «АССРА». Отношение ширины к длине 1:2.

С 1937 года на флаге Абхазской АССР была только надпись «Грузинская ССР», которая выполнялась на грузинском, абхазском и русском языках. 

Флаг Грузинской ССР образца 1951 года, использовавшийся в 1951 по 1978 годы в качестве флага Абхазской АССР.

Флаг Абхазской АССР образца 1978 г.

В 1951 году был принят новый флаг Грузинской ССР. Он же стал и флагом Абхазской АССР. Никаких дополнительных надписей для флага автономной республики до 1978 года, когда на нём появилась надпись «АҦСНЫ АССР», не предусматривалось.

### Современность
23 июля 1992 года был учреждён флаг Республики Абхазия, созданный по мотивам флага Республики Горцев Северного Кавказа (1918), куда входила Абхазия, художником Валерий Гамгия (1944—1992). Флаг Республики Абхазия представляет собой полотнище с четырьмя зелёными и тремя белыми полосами, а также красным прямоугольником в левом верхнем углу. В нём расположена открытая рука, олицетворяющая абхазскую государственность (символ Абхазии, известный со времён Абхазского царства). Семь звёзд, находящихся над ней, символизируют семь абхазских регионов (семь исторических областей, семь современных районов и семь городов). 

Официальный флаг Республики Абхазия — частично признанного государства, де-факто контролирующего территорию региона.
Проект[5] флага Абхазской Автономной Республики (в составе Грузии)